# Amazonetheater

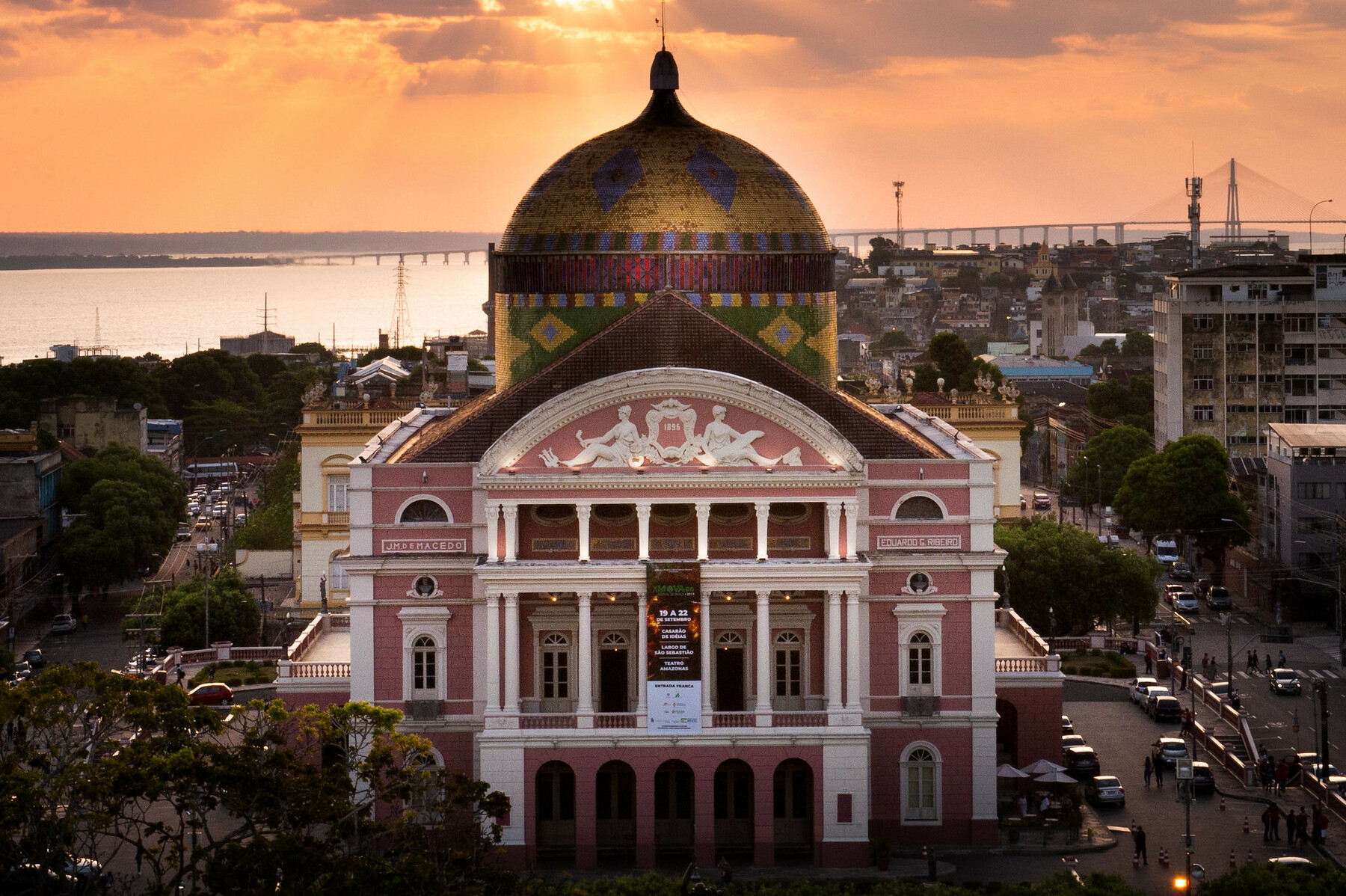
Het Amazonetheater

Het Amazonetheater (Portugees: Teatro Amazonas) is het operagebouw van de Braziliaanse stad Manaus. Het werd gebouwd in de periode van de Rubberhausse van eind 19e eeuw.

## Geschiedenis
Het bouwwerk werd gebouwd in renaissancestijl naar een ontwerp van de Italiaanse architect Celestial Sacardim. De bouw begon in 1884 en duurde in totaal 12 jaar. De koepel werd rond 1890 geleverd door het Belgische bedrijf Compagnie Centrale de Construction. Op 31 december 1896 werd het theater ingewijd. De eerste optreden vond plaats op 7 januari 1897 met de uitvoering van de opera La Gioconda van de Italiaanse componist Ponchielli.

## Galerij

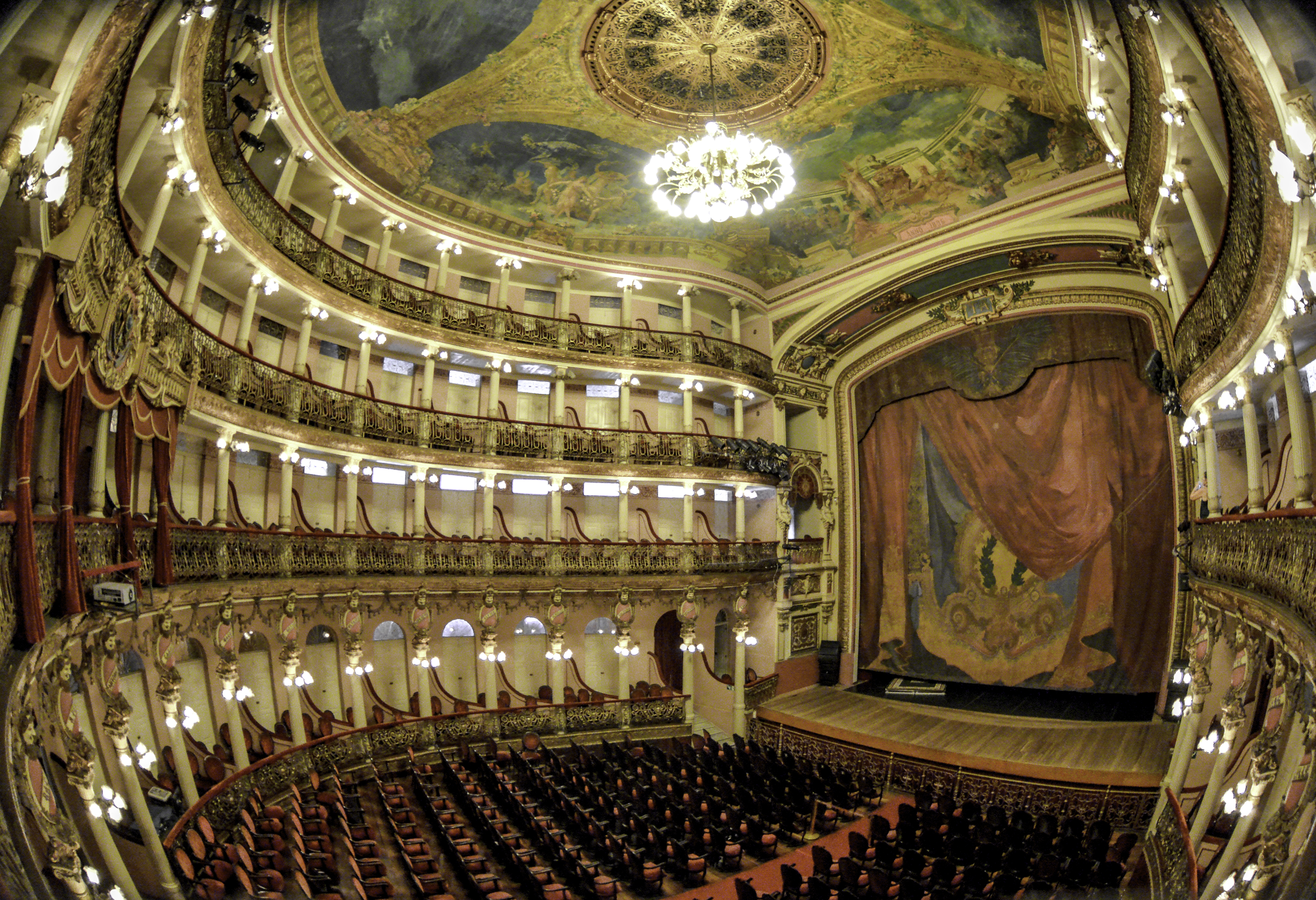
Showroom
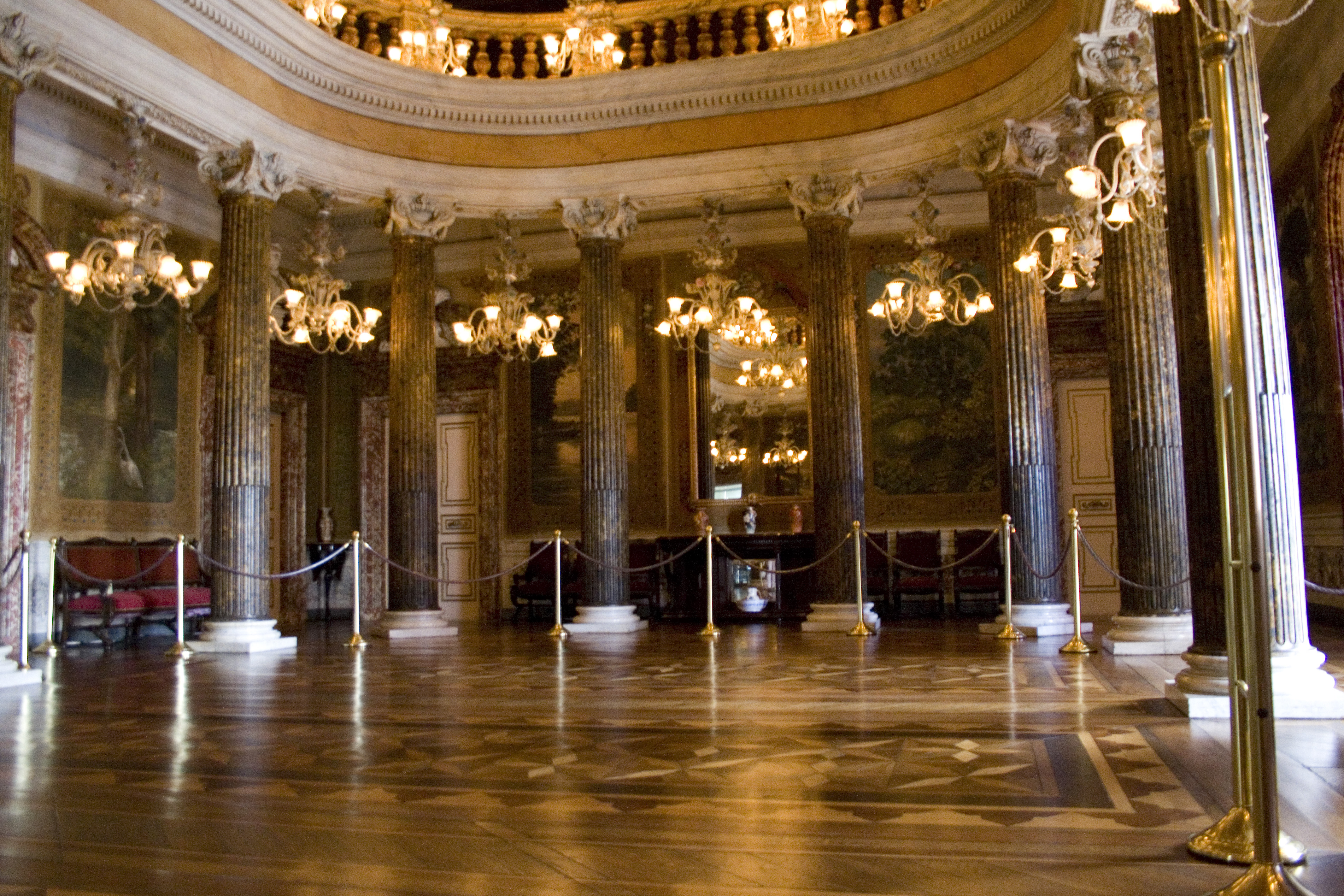
Noble Hall
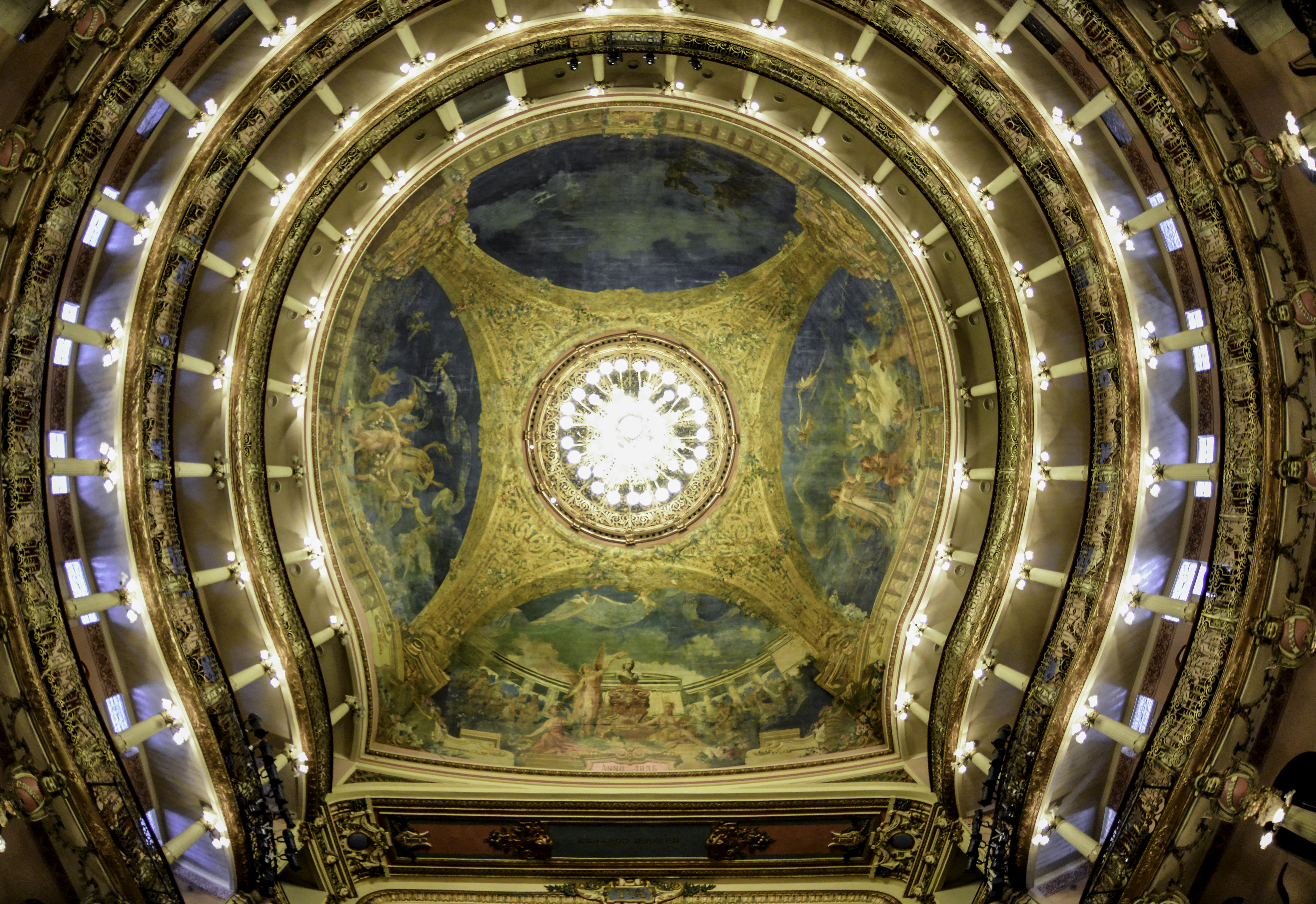
Het binnenste gedeelte van de koepel verwijst naar de Eiffeltoren van Parijs.